# Dávid Márkvárt
Dávid Márkvárt (Szekszárd, 20 settembre 1994) è un calciatore ungherese, centrocampista del Szeged 2011.

## Carriera

### Club
Cresce calcisticamente nella squadra della sua città natale, Szekszárd.
Nel 2009 viene acquistato dal Pécsi MFC dove milita nelle giovanili fino alla stagione 2012-2013, quando a gennaio viene aggregato alla prima squadra. Esordisce in Nemzeti Bajnokság I (Massima divisione ungherese) il 1º marzo 2013 nella partita vinta 2-1 contro l'MTK Budapest. Segna il suo primo gol il 1º giugno 2013 nella partita vinta 1-2 contro il Videoton.
Il 13 luglio 2015 passa alla Puskás Akadémia.
Il 4 settembre 2018 passa al Diósgyőri VTK.

### Nazionale
Dopo 8 presenze nelle nazionali giovanili magiare (1 nell'Under-20 e 7 nell'Under-21) viene convocato diverse volte per la nazionale maggiore nel 2015, rimanendo però sempre in panchina.
Dopo due anni senza convocazioni, il CT Bernd Storck lo schiera titolare nell'amichevole giocata contro la Russia il 5 giugno 2017.

## Statistiche

### Presenze e reti nei club
Statistiche aggiornate al 5 febbraio 2019.
| Stagione               | Squadra                | Campionato             | Campionato | Campionato | Coppe nazionali | Coppe nazionali | Coppe nazionali | Coppe continentali | Coppe continentali | Coppe continentali | Altre coppe | Altre coppe | Altre coppe | Totale | Totale | Totale |
| Stagione               | Squadra                | Comp                   | Pres       | Reti       | Comp            | Pres            | Reti            | Comp               | Pres               | Reti               | Comp        | Pres        | Reti        | Pres   | Reti   |        |
| ---------------------- | ---------------------- | ---------------------- | ---------- | ---------- | --------------- | --------------- | --------------- | ------------------ | ------------------ | ------------------ | ----------- | ----------- | ----------- | ------ | ------ | ------ |
| 2012-2013              | Pécsi MFC              | NB I                   | 7          | 1          | MK              | 0               | 0               | -                  | -                  | -                  | -           | -           | -           | 7      | 1      |        |
| 2013-2014              | Pécsi MFC              | NB I                   | 29         | 2          | MK              | 4               | 0               | -                  | -                  | -                  | -           | -           | -           | 33     | 2      |        |
| 2014-2015              | Pécsi MFC              | NB I                   | 29         | 3          | MK              | 3               | 1               | -                  | -                  | -                  | -           | -           | -           | 32     | 4      |        |
| Totale Pécsi MFC       | Totale Pécsi MFC       | Totale Pécsi MFC       | 65         | 6          |                 | 7               | 1               |                    | -                  | -                  |             | -           | -           | 72     | 7      |        |
| 2015-2016              | Puskás Akadémia        | NB I                   | 31         | 3          | MK              | 0               | 0               | -                  | -                  | -                  | -           | -           | -           | 31     | 3      |        |
| 2016-2017              | Puskás Akadémia        | NB II                  | 35         | 4          | MK              | 2               | 0               | -                  | -                  | -                  | -           | -           | -           | 37     | 4      |        |
| 2017-2018              | Puskás Akadémia        | NB I                   | 25         | 1          | MK              | 4               | 0               | -                  | -                  | -                  | -           | -           | -           | 29     | 1      |        |
| lug.-set. 2018         | Puskás Akadémia        | NB I                   | 4          | 0          | MK              | 0               | 0               | -                  | -                  | -                  | -           | -           | -           | 4      | 0      |        |
| Totale Puskás Akadémia | Totale Puskás Akadémia | Totale Puskás Akadémia | 95         | 8          |                 | 6               | 0               |                    | -                  | -                  |             | -           | -           | 101    | 8      |        |
| set. 2018-2019         | Diósgyőri VTK          | NB I                   | 12         | 1          | MK              | 2               | 0               | -                  | -                  | -                  | -           | -           | -           | 14     | 1      |        |
| Totale carriera        | Totale carriera        | Totale carriera        | 172        | 15         |                 | 15              | 1               |                    | -                  | -                  |             |             |             | 187    | 16     |        |

### Cronologia presenze e reti in nazionale
| Cronologia completa delle presenze e delle reti in nazionale ― Ungheria | Cronologia completa delle presenze e delle reti in nazionale ― Ungheria | Cronologia completa delle presenze e delle reti in nazionale ― Ungheria | Cronologia completa delle presenze e delle reti in nazionale ― Ungheria | Cronologia completa delle presenze e delle reti in nazionale ― Ungheria | Cronologia completa delle presenze e delle reti in nazionale ― Ungheria | Cronologia completa delle presenze e delle reti in nazionale ― Ungheria | Cronologia completa delle presenze e delle reti in nazionale ― Ungheria |
| Data                                                                    | Città                                                                   | In casa                                                                 | Risultato                                                               | Ospiti                                                                  | Competizione                                                            | Reti                                                                    | Note                                                                    |
| ----------------------------------------------------------------------- | ----------------------------------------------------------------------- | ----------------------------------------------------------------------- | ----------------------------------------------------------------------- | ----------------------------------------------------------------------- | ----------------------------------------------------------------------- | ----------------------------------------------------------------------- | ----------------------------------------------------------------------- |
| 5-6-2017                                                                | Budapest                                                                | Ungheria                                                                | 0 – 3                                                                   | Russia                                                                  | Amichevole                                                              | -                                                                       | 66’                                                                     |
| 7-10-2017                                                               | Basilea                                                                 | Svizzera                                                                | 5 – 2                                                                   | Ungheria                                                                | Qual. Mondiali 2018                                                     | -                                                                       | 56’                                                                     |
| 14-11-2017                                                              | Budapest                                                                | Ungheria                                                                | 1 – 0                                                                   | Costa Rica                                                              | Amichevole                                                              | -                                                                       | 81’                                                                     |
| Totale                                                                  |                                                                         | Presenze                                                                | 3                                                                       |                                                                         | Reti                                                                    | 0                                                                       |                                                                         |

## Palmarès

### Club

#### Competizioni nazionali
- Nemzeti Bajnokság II: 1

Puskas Akademia: 2016-2017